# Francisco de Aguirre
Francisco de Aguirre (Talavera de la Reina, 1507 circa – La Serena, 1581) fu un conquistador spagnolo che partecipò alla conquista di Perù, Bolivia, Cile ed Argentina.

## Gioventù
Francisco de Aguirre era il figlio di Hernando fu Francisco de la Rúa e di Constanza de Meneses. Si arruolò nell'esercito di Carlo V, partecipando alla battaglia di Pavia e al sacco di Roma nel 1527. Nel 1517, mentre si trovava a Roma come Alférez, fu incaricato della protezione di un convento e, come ricompensa, il Papa gli permise di sposare sua cugina, María de Torres y Meneses, mentre il re lo nominò Corregidor di Talavera de la Reina.
Si spostò in Perù nel 1536, con un ampio seguito che comprendeva schiavi e servitori. Fece parte della spedizione che salvò Gonzalo Pizarro, assediato a Cochabamba e, tra il 1538 ed il 1539 partecipò alla conquista della provincia di Charcas, nell'odierna Bolivia, sotto il comando di Diego de Rojas.

## In Cile
Saputo che Pedro de Valdivia stava per conquistare il Cile nel 1540, spostò le proprie truppe (composte da 15 cavalieri e 10 fanti) a Tarapacá, dove attese due mesi per potersi unire a lui. Aguirre divenne subito uno stretto confidente di Valdivia guadagnandosi un posto di primo piano nella colonia, venendo nominato uno degli alcalde del primo insediamento di Santiago e venendo ferito gravemente difendendo la città l'11 settembre 1541, quando gli indiani locali guidati da Michimalonco la distrussero.

### Tenente governatore
Il 20 giugno 1549 Aguirre fu nominato tenente governatore della zona compresa tra il deserto di Atacama ed il fiume Choapa, ricevendo l'incarico di ricostruire La Serena, distrutta dagli indiani provenienti da nord. Fu scelto per questo incarico perché aveva già dimostrato un polso fermo nella guerra contro gli indiani. Il 29 agosto 1549 Aguirre rifondò la città, costruendo un forte a sua difesa. Guidò quindi le sue truppe contro gli indiani. Da questo momento il Cile settentrionale fu al riparo da ogni pericolo, anche se in parte spopolato e carente di forza lavoro.
Nel 1551 era tenente generale di La Serena e prese possesso di Tucumán, sull'altro versante delle Ande, dopo aver combattuto con Núñez de Prado che era all'oscuro dell'autorità di Valdivia. Qui, dopo una serie di spedizioni esplorative, fondò la città di Santiago del Estero del Nuevo Maestrazgo il 25 luglio 1553 (nonostante alcuni storici considerino come data di fondazione il 1550).

### Scontro con Villagra
Quando Valdivia morì nella battaglia di Tucapel, nelle sue ultime volontà si trovava la nomina di Aguirre in assenza di Jerónimo de Alderete. Si trovava a Tucumán quando ricevette la notizia, e Francisco de Villagra era già riuscito a farsi nominare governatore, a causa della morte di Alderete e dell'assenza di Aguirre.
Saputo della cosa dai suoi amici di La Serena, fece immediatamente ritorno, e fu accolto come capitano generale e Governatore del Cile. Comunicò il proprio arrivo al Cabildo (consiglio cittadino) di Santiago, rendendogli noto che le proprie truppe erano preparate a difendere la posizione che gli spettava secondo le volontà di Valdivia. Il Cabildo di Santiago, però, rifiutò di ratificare la dichiarazione, disarmando il contingente del fratello di Aguirre, Hernando, mandato a consegnare la missiva. Alla fine il conflitto si risolse quando fu mandata una petizione all'Audiencia di Lima, grazie alla quale il consiglio avrebbe dovuto dargli il comando per sei mesi, dopodiché sarebbe stato il viceré Andrés Hurtado de Mendoza a designare il nuovo governatore. In caso di scadenza del termine il governatore sarebbe stato Villagra, comandante dell'esercito del sud. Aguirre voleva ignorare il verdetto, ma i suoi uomini erano troppo pochi per scontrarsi con quelli di Villagra e quindi dovette accettarlo.
Nel 1557 il figlio del governatore, García Hurtado de Mendoza, divenne il nuovo governatore. Una delle sue prime decisioni fu quella di arrestare Aguirre e Villagra.

## Governatore di Tucumán
La prigionia di Aguirre in Perù non fu apprezzata dal re e dai suoi consiglieri e nel 1562 il viceré del Perù Diego López de Zúñiga lo nominò governatore della provincia di Tucumán, a quel tempo in mano ai ribelli locali durante una rivolta. Nel 1564, quando la conquista della regione stava per essere annullata dall'insurrezione, Aguirre la portò a termine riconsegnando l'area alla Spagna.
Durante il suo mandato fu fomentata da Jerónimo de Holguín una rivolta che si concluse con la cattura di Aguirre. In seguito alla sua liberazione, la Audiencia Reale di Charcas lo accusò di aver fatto dichiarazioni eretiche.
I costanti tumulti occorsi durante la sua amministrazione convinsero il viceré a rimuoverlo dall'incarico, nominando al suo posto Luis Jerónimo de Cabrera. Nel 1576 Aguirre tornò in Cile andando ad abitare a La Serena, dove rimase fino alla morte, avvenuta nel 1581.